# Cantó de Hornoy-le-Bourg
El cantó de Hornoy-le-Bourg és un cantó francès del departament del Somme, situat al districte d'Amiens. Té 16 municipis i el cap és Hornoy-le-Bourg.

## Municipis

mapa del cantó a Somme

- Arguel
- Aumont
- Beaucamps-le-Jeune
- Beaucamps-le-Vieux
- Belloy-Saint-Léonard
- Brocourt
- Dromesnil
- Hornoy-le-Bourg
- Lafresguimont-Saint-Martin
- Liomer
- Méricourt-en-Vimeu
- Le Quesne
- Saint-Germain-sur-Bresle
- Thieulloy-l'Abbaye
- Villers-Campsart
- Vraignes-lès-Hornoy

## Història
| Data d'elecció                           | Identitat          | Partit                                             | Qualitat |
| ---------------------------------------- | ------------------ | -------------------------------------------------- | -------- |
| 1945-1951                                | Gabriel Delétoille | radical                                            |          |
| 1951-1958                                | Georges Robart     | Divers droite                                      |          |
| 1958-1984                                | Charles Dufour     | SFIO, després divers gauche, després divers droite |          |
| 1984-2004                                | Daniel Capon       | RPR, després UMP                                   |          |
| 2004-                                    | Jannick Lefeuvre   | NC                                                 |          |
| les dades anteriors no són pas conegudes |                    |                                                    |          |
|                                          |                    |                                                    |          |

## Demografia
| A partir de 1990: Població sense dobles comptes |